# علي بوعافية
علي بوعافية (5 أغسطس 1964 في ألزاس) لاعب كرة قدم جزائري الجنسية فرنسي المولد معتزل كان يجيد اللعب في خط الوسط .

## روابط خارجية
- علي بوعافية على موقع رابطة كرة القدم الفرنسية للمحترفين (الإنجليزية)
- علي بوعافية على موقع قاعدة بيانات كرة القدم.إي يو (الإنجليزية)
- علي بوعافية على موقع ناشيونال فوتبول تيمز (الإنجليزية)